# Apol·loni d'Atenes
Apol·loni (en grec antic: Άπολλώνιος, llatí: Apollonius) fou un sofista i orador de l'antiga Grècia natural d'Atenes que va viure en temps de l'emperador Septimi Sever (segle ii-iii).
Va ser deixeble d'Adrià de Tir. Va exercir diversos alts càrrecs a la seva ciutat, on va ensenyar retòrica, i l'emperador el va nomenar mestre de retòrica i política amb un sou d'un talent. Es va distingir també com a diplomàtic i estadista. Filòstrat diu d'ell que encara que parlava amb molta dignitat i construïa bons períodes, era vehement i massa rítmic.